# Ariadne
Ariadne (em grego "Ἀριάδνη"), na mitologia grega, é a princesa de Creta, filha do rei Minos e da rainha Pasífae. Conhecida por ter se apaixonado pelo herói Teseu e ser esposa do deus Dioniso. Ariadne é descrita como "a loira Ariadne" por Hesíodo na Teogonia.

## Ariadne e Teseu
Teseu foi mandado a Creta, voluntariamente, como sacrifício ao minotauro que habitava o labirinto construído por Dédalo e tão bem projetado que quem se aventurasse por ele não conseguiria mais sair. E seria, então, devorado pelo Minotauro. Teseu resolveu enfrentar o monstro. Foi ao renomado Oráculo de Delfos para descobrir se sairia vitorioso. O oráculo disse-lhe que deveria ser ajudado pelo amor para vencer o minotauro.
Ariadne, a filha do rei Minos, lhe disse que o ajudaria se este a levasse a Atenas para que ela se casasse com ele. Teseu reconheceu aí a única chance de vitória e aceitou. Ariadne, então, deu-lhe uma espada e um fio de lã (Fio de Ariadne), para que ele pudesse achar o caminho de volta, e deste fio ficaria segurando uma das pontas. Teseu saiu vitorioso e partiu de volta à sua terra com Ariadne, embora o amor dele por ela não fosse o mesmo que o dela por ele.

## Dioniso e Ariadne

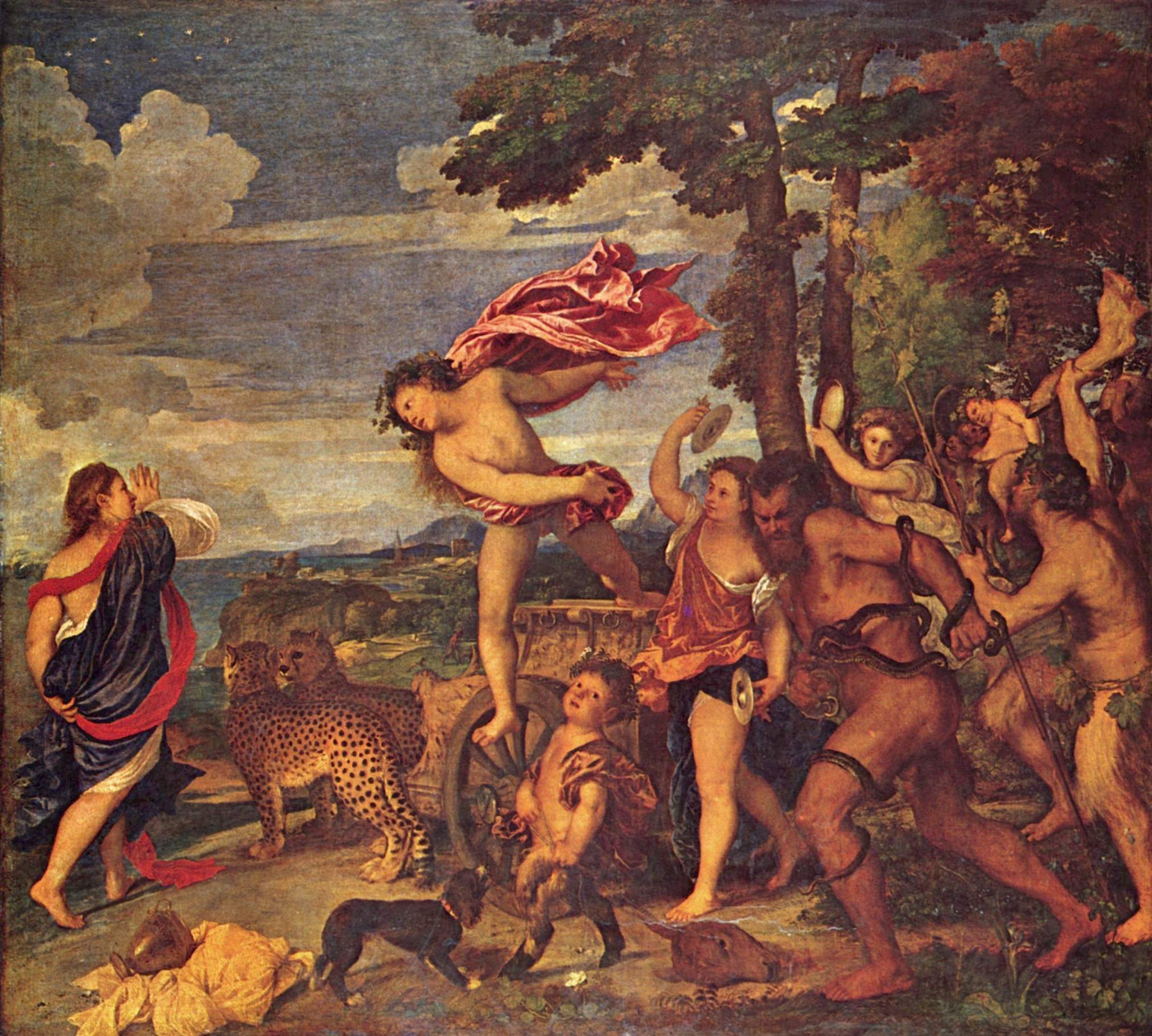
Ariadne e Baco
Ticiano, 1522-1523
National Gallery

No caminho de volta da vitória, passaram na ilha de Naxos, então governada por Smerdius, filho de Naxos. Os habitantes de Naxos receberam Teseu e seus companheiros como convidados mas, durante a noite, Teseu teve um sonho em que Dioniso o ameaçava se ele não deixasse Ariadne para o deus.
Teseu parte sem Ariadne, e Dioniso a leva para a montanha chamada de Drius. Depois disso, os dois desaparecem, e Ariadne nunca mais foi vista.
Existem outras versões para a separação entre Teseu e Ariadne. Em uma outra versão do mito, Ariadne desespera-se, ao acordar sozinha. A deusa do amor, Afrodite, ao perceber seu desespero, tem pena de Ariadne e promete-lhe um amante imortal, em lugar do ingrato mortal que a enganara.
Naxos era a ilha preferida de Dioniso, filho de Zeus e Sêmele, onde foi deixado depois de ter sido capturado por marinheiros.
Encontrando Ariadne em desespero, atrevendo-se, o inconsolável Dioniso trata logo de a consolar e logo a toma como esposa. Dá-lhe uma linda coroa de ouro como presente de casamento, cravejada de pedras preciosas, que, a pedido dela, ele atira ao céu quando Ariadne morre. Conservando sua beleza eternamente em forma de uma constelação, repleta de estrelas (Corona Borealis) brilhantes, entre um Hércules ajoelhado e o Homem, que tem bem segura nas mãos a serpente.
Na versão de Pseudo-Apolodoro, Dioniso se apaixona por Ariadne, a rapta para Lemnos, onde ela tem os filhos Toas, Estáfilo, Enopião e Pepareto. Foi por tristeza com o sumiço de Ariadne que Teseu se esqueceu de trocar as velas pretas do seu navio por velas brancas, o que levou ao suicídio de Egeu.
Segundo Pausânias, Dioniso e Ariadne foram os pais do herói Céramo; o distrito ateniense de Cerâmico tem este nome devido a Céramo. Ariadne permaneceu fiel a Dioniso e foi mais tarde assassinada por Perseu em "Argos". Em outros mitos, Ariadne se enforcou em uma árvore, como "Erigone" e "Artemis enforcada", um tema mesopotâmico. Alguns estudiosos consideram que, por sua associação com fiar e tecer, Ariadne foi uma "deusa fiandeira", como "Arachne", e eles suportam a ideia com o mitema da "ninfa enforcada".
Dioniso por sua vez desceu até o Hades e trouxe a ela e a sua própria mãe, Sêmele, de volta. Elas então se uniram aos deuses do Olimpo.

## Minos e Teseu
Como várias lendas gregas eram passadas através da tradição oral, muitas variantes deste e de outros mitos existem. De acordo com um versão da lenda, Minos atacou Atenas após seu filho ter sido assassinado lá. Os atenienses tiveram de providenciar reparação, na forma do sacrifício de sete homens jovens e sete moças a cada nove anos ao minotauro. Em um ano, o grupo sacrificial incluiu Teseu, um jovem que se voluntariou para matar o minotauro. Ariadne se apaixonou por ele à primeira vista, e o ajudou dando-lhe uma espada e um novelo de lã vermelha que ela estava fiando, para que ele pudesse achar seu caminho de volta do labirinto do minotauro.
Ariadne fugiu com Teseu após ele ter atingido seu objetivo, mas de acordo com Homero "ele não tinha alegria nela". Homero não se extende sobre a natureza da acusação de Dioniso, mas o Dicionário Classificatório de Oxford teoriza que ela já havia se casado com Dioniso quando Teseu fugiu com ela.

## Ariadne como uma possível deusa
Karl Kerenyi (e Robert Graves) teorizam que Ariadne (a quem eles derivam de uma forma greco-cretense para arihagne, "totalmente pura" ) era uma deusa da fertilidade de Creta, "a primeira personagem divina da mitologia grega a ser imediatamente reconhecida em Creta",) logo que a arqueologia começou. Kerenyi afirma que seu nome é meramente um epíteto e que ela originalmente era a "Senhora do Labirinto", tanto uma prisão com o temido "minotauro" em seu centro e um sinuoso "palco" para dança (ritual). O professor Barry Powell sugeriu que ela era a deusa-serpente de Creta uma mulher que apesar de aparentar ser doce era uma manipuladora e poderosa mulher.